# Centerfield (álbum)
Centerfield es el tercer álbum de estudio del músico estadounidense John Fogerty, publicado por la compañía discográfica Warner Bros. Records en enero de 1985. El álbum, el más exitoso del músico después de la disolución de la Creedence Clearwater Revival, incluyó los sencillos «The Old Man Down the Road», «Rock and Roll Girls» y «Centerfield». Fogerty tocó todos los instrumentos en el álbum utilizando sobregrabaciones. La RIAA lo certificó como doble disco de platino al superar los dos millones de copias vendidas en Estados Unidos, donde alcanzó el primer puesto en la lista Billboard 200. 
Centerfield fue el primer trabajo discográfico de Fogerty en nueve años. Después de que Asylum Records rechazara su álbum Hoodoo, decidió tomar un largo descanso de la industria musical debido a batallas legales con su compañía discográfica. Mientras tanto, el contrato discográfico de Fogerty con Asylum fue reasignado a Warner Bros. Records, por lo que Centerfield fue el primer álbum lanzado por el sello. 
En junio de 2010, Warner Bros. Records publicó una versión remasterizada de Centerfield con dos temas extra: «My Toot Toot» y «I Confess», publicadas como caras B de dos sencillos lanzados en 1986.

## Lista de canciones
Todas las canciones escritas y compuestas por John Fogerty excepto donde se anota. 
| N.º | Título                      | Duración |  |
| 1.  | «The Old Man Down the Road» | 3:34     |  |
| 2.  | «Rock and Roll Girls»       | 3:28     |  |
| 3.  | «Big Train (From Memphis)»  | 3:00     |  |
| 4.  | «I Saw It On T.V.»          | 4:20     |  |
| 5.  | «Mr. Greed»                 | 4:09     |  |
| 6.  | «Searchligh»                | 4:31     |  |
| 7.  | «Centerfield»               | 3:53     |  |
| 8.  | «I Can't Help Myself»       | 3:15     |  |
| 9.  | «Zanz Kant Danz»            | 5:30     |  |

| Temas extra (reedición de 2010) |                |                   |          |  |
| N.º                             | Título         | Escritor(es)      | Duración |  |
| 10.                             | «My Toot Toot» | Sidney Simien     |          |  |
| 11.                             | «I Confess»    | T. Vann-N. Nathan |          |  |

## Posición en listas
| País           | Lista                 | Posición |
| -------------- | --------------------- | -------- |
| Austria        | Alben Top 75          | 2        |
| Canadá         | Canadian Albums Chart | 2        |
| Estados Unidos | Billboard 200         | 1        |
| Estados Unidos | Top Country Albums    | 7        |
| Nueva Zelanda  | RIANZ Albums Chart    | 13       |
| Noruega        | VG-lista              | 1        |
| Suecia         | Albums Top 60         | 1        |
| Reino Unido    | UK Albums Chart       | 48       |